# Bevin-Sforza-Plan
Der Bevin-Sforza-Plan (englisch auch Bevin-Sforza Agreement) war ein 1949 zwischen den Außenministern Großbritanniens und Italiens, Ernest Bevin und Carlo Sforza, vereinbarter Plan einer Aufteilung der ehemaligen italienischen Kolonie Libyen und der übrigen italienischen Kolonien in Afrika (Somaliland, Eritrea).
Gemäß dem 1947 zwischen den Alliierten und Italien unterzeichneten Pariser Friedensvertrags war Libyen unter die Treuhandschaft der neugegründeten UNO gefallen, Italien im Gegenzug in die UNO aufgenommen worden. Faktisch aber bestand die französische Militärverwaltung in der südwestlibyschen Region Fezzan fort, während die nordwestliche Region Tripolitanien unter britischer Militärverwaltung stand. In der ostlibyschen Region Kyrenaika hatten die Briten 1949 einen probritischen Separatstaat unter Emir Idris geschaffen. Die vier Siegermächte konnten sich über die Frage der Zukunft Libyens zunächst nicht einigen. Großbritannien und Frankreich wollten ihre Positionen in der Kyrenaika und im Fezzan beibehalten, ebenso wie die USA wollten sie aber Italien als Verbündeten für die neugegründete NATO gewinnen. Ein am 9. Mai 1949 von den Außenministern Bevin und Sforza dem Ersten Komitee der UNO-Vollversammlung und ihrem Subkomitee 15 vorgelegter Plan sah vor, Libyen nach einer Übergangsphase von 10 Jahren unter UNO-Treuhandschaft 1959 die Unabhängigkeit zu gewähren, bis dahin aber die Verwaltung des Fezzan Frankreich, die der Kyrenaika Großbritannien und die Tripolitaniens der ehemaligen Kolonialmacht Italien zu übertragen.

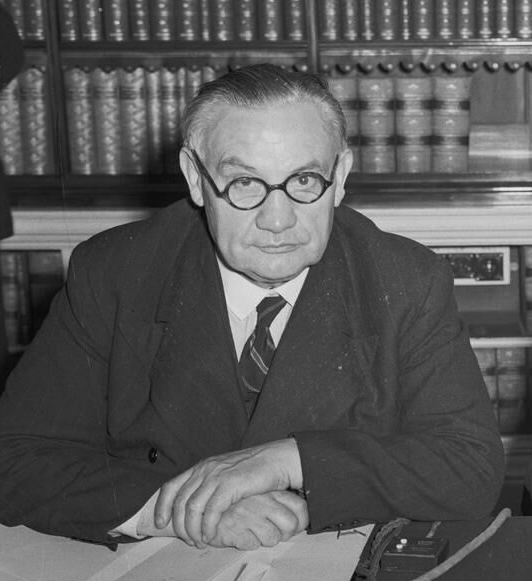
Ernest Bevin, britischer Außenminister 1945–1951
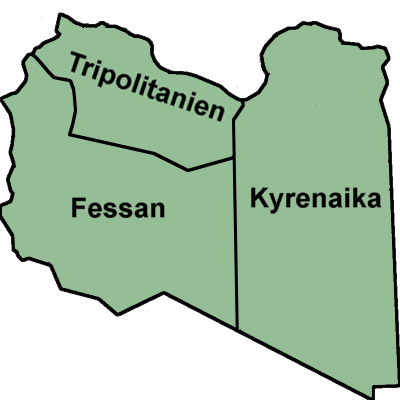
Tripolitanien, Kyrenaika und Fezzan 1943–1951
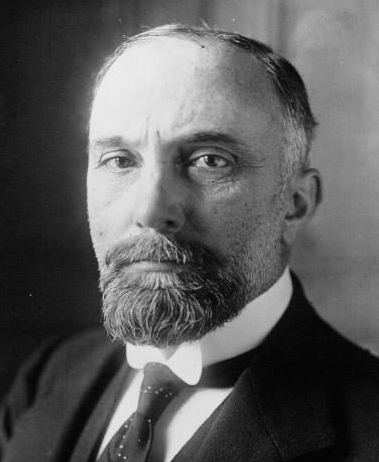
Carlo Sforza, Italiens Außenminister 1947–1951

Vor allem in der nordwestlichen und bevölkerungsreichsten Region Tripolitanien führte die geplante Rückkehr der verhassten Kolonialmacht Italien umgehend zu heftigen Protesten und Ausschreitungen, während der Emir der Kyrenaika und Frankreich dem Teilungsplan zustimmten. Trotz der Proteste der Tripolitanier und gegen den Widerstand der UdSSR wurde der Plan im Politischen Komitee der UNO zunächst angenommen. Gegen die Stimmen der UdSSR, der von ihr abhängigen Ostblock-Staaten und der arabischen sowie der meisten afrikanischen und asiatischen Staaten wurde aber unmittelbar darauf in der III. UNO-Vollversammlung am 17. Mai 1949 die für die Annahme des Plans notwendige Zweidrittelmehrheit nicht erreicht. Entscheidend war die Stimme Haitis, dessen Botschafter (Emile Saint-Lot) trotz gegenteiliger Weisung seiner Regierung gegen den Plan stimmte. Die Vollversammlung beschloss stattdessen im November 1949, Libyen nach maximal drei Jahren in die Unabhängigkeit zu entlassen, spätestens zum 1. Januar 1952. Am 24. Dezember 1951 entließ der UNO-Hochkommissar dann Libyen als unabhängiges Königreich unter Emir Idris in die Unabhängigkeit.
Anders jedoch als im Falle Libyens beschloss die UNO-Vollversammlung im November 1949 (gegen die Stimme Äthiopiens), die Treuhandschaft über Italiens ehemalige Kolonie Italienisch-Somaliland für eine Übergangszeit von zehn Jahren nochmals an die ehemalige Kolonialmacht Italien zu übertragen. Auch der UN-Treuhandrat stimmte im Januar 1950 zu. Eritrea wiederum, für das Bevin und Sforza eine Abtretung der strategisch wichtigsten Gebiete an Äthiopien und ein italienisches Mandat über den Rest vorgeschlagen hatten, wurde 1952 vollständig Äthiopien zugegeben.